# Hüttenbach (Oswaldgrabenbach)
Der Hüttenbach, in der digitalen Gewässerkartei Steiermark auch als Oswaldgrabenbach Zubringer geführt, ist ein rund 0,4 Kilometer langer, linker Nebenfluss des Oswaldgrabenbaches in der Steiermark.

## Verlauf
Der 419 Meter lange Hüttenbach entsteht im westlichen Teil der Gemeinde Kainach bei Voitsberg im westlichen Teil der Katastralgemeinde Oswaldgraben an einem Hang südöstlich der Terenbachalm. Er fließt auf seinen gesamten Lauf relativ gerade nach Südsüdosten und überwindet dabei einen Höhenunterschied von etwa 184 Meter. Er mündet im Westen der Gemeinde Kainach bei Voitsberg und der Katastralgemeinde Oswaldgraben sowie westlich der Streusiedlung Oswaldgraben in den Oswaldgrabenbach, der kurz danach nach rechts abbiegt. Auf seinen Lauf nimmt der Hüttenbach keine anderen Wasserläufe auf.